# Fullkontakt
Fullkontakt är ett uttryck som används i kampsport då man inte bara går på poäng, utan också knockdowns och knockouts. Det är med andra ord tillåtet att använda maximal muskelkraft, till skillnad från rena poäng och stiltävlingar.
En vanlig missuppfattning är att förväxla fullkontakt med heavy contact, där slag med maximal muskelkraft är tillåtna mot vissa kroppsdelar, medan andra bara får markeras. "Fredade" kroppsdelar vid heavy contact är vanligtvis huvud och ben.
Exempel på kampsporter med riktig fullkontakt är:
- Boxing
- Brottning
- Brasiliansk jiu-jitsu
- Judo
- Full Contact Karate
- Mixed martial arts
- Sumo
- Thaiboxning

Fullkontakt förkortas ibland FC (Full contact). När man behöver förtydliga huruvida det är tillåtet med låga sparkar används ibland termerna 'Fullkontakt med lowkicks' (FCLK) samt 'fullkontakt med highkicks' (FCHK). Motsvarande förkortningar för Light contact är LC, LCLK och LCHC.